# 中郡 (京都府)
中郡为過去京都府轄下的郡，已於2004年4月1日因無管轄町村而废除。
在1879年日本實施郡區町村編制法時的轄區包括現在的京丹後市東南地區。

## 歷史
在令制國時代最初屬於丹波國，原為「丹波郡」，713年隨丹波國北部5郡一同被劃出改隸屬新設立的丹後國，此後被更名為「中郡」。
在14世紀末之後，隨整個丹後國成為一色氏的勢力範圍，16世紀末織田信長派長岡藤孝進攻丹後國後，一色氏臣服於織田信長，雖然丹後國南半部成為長岡藤孝的領地，但位於北半部的此區域仍屬一色氏所轄。1582年一色氏在本能寺之變後加入明智光秀一方，於明智光秀戰敗後隨之一同滅亡。1600年關原之戰後，京極高知領有整個丹後國，但在1622年京極高知過世後，將丹後國劃為三分，中郡大部分區域成為峰山藩的領地，中郡南部則有部分區域屬於宮津藩或幕府直轄領。明治維新後，幕府直轄領先後被劃入府中裁判所、久美濱縣；1871年實施廢藩置縣後，峰山藩和宮津藩則分別被改設為峰山縣和宮津縣，但在同年底中郡全部區域被改劃入新設立的豐岡縣，直到1876年的第二次府縣整併中，豐岡縣被廢除，中郡被改劃入京都府。
1879年實施郡區町村編制法，正式的設置了近代的行政區劃「中郡」，郡役所設於峰山町（位於現在的京丹後市）。

### 沿革

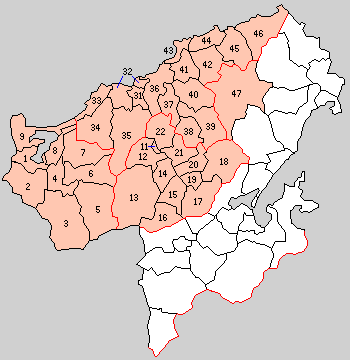
1889年中郡轄下的行政區劃：
11.峰山町 12.吉原村 13.五箇村 14.長善村 15.大野村 16.常吉村 17.三重村 18.五十河村 19.周樍村 20.河邊村 21.新山村 22.丹波村
（橙色：現屬京丹後市、1 - 9屬於熊野郡、31 - 47屬於竹野郡）

- 1889年04月1日：實施町村制，中郡下設峰山町（日语：峰山町）、吉原村（日语：吉原村 (京都府)）、五箇村（日语：五箇村 (京都府)）、長善村（日语：長善村）、大野村（日语：大野村 (京都府中郡)）、常吉村（日语：常吉村）、三重村（日语：三重村 (京都府)）、五十河村（日语：五十河）、周樍村（日语：周枳村）、河邊村（日语：河辺村 (京都府)）、新山村（日语：新山村 (京都府)）、丹波村（日语：丹波村）。（1町11村）
- 1892年3月5日：大野村被分割為口大野村（日语：口大野村）和奧大野村（日语：奥大野村）兩村。（1町12村）
- 1899年7月1日：實施郡制（日语：郡制），設立郡參事會（日语：郡参事会）。
- 1918年7月1日：丹波村的杉谷地區被併入峰山町。
- 1923年4月1日：廢除郡會和郡參事會。
- 1926年7月1日：廢除郡役所，此後郡不再作為行政區劃，只作為地名的表示。
- 1951年4月1日：口大野村、奧大野村、常吉村、三重村、周樍村、河邊村合併為大宮町（日语：大宮町 (京都府)）。[2]（2町6村）
- 1955年1月1日：峰山町、吉原村、五箇村、新山村、丹波村合併為新設立的峰山町。[2]（2町2村）
- 1956年7月1日：五十河村被併入大宮町。[2]（2町1村）
- 1956年9月30日：長善村被廢除，轄區分別被併入峰山町和大宮町。[2]
- 2004年4月1日：峰山町、大宮町和竹野郡網野町（日语：網野町）、丹後町（日语：丹後町）、彌榮町（日语：弥栄町）、熊野郡久美濱町（日语：久美浜町）合併為京丹後市，並脫離中郡；同時中郡因無管轄町村而被廢除。[2]

### 變遷表
| 1889年4月1日 | 1889年 - 1926年         | 1926年 - 1944年       | 1945年 - 1954年     | 1955年 - 1988年          | 1989年 - 现在               | 现在                        |
| ------------ | ----------------------- | --------------------- | ------------------- | ------------------------ | --------------------------- | --------------------------- |
| 峰山町       | 峰山町                  | 峰山町                | 峰山町              | 1955年1月1日 峰山町      | 2004年4月1日 合併為京丹後市 | 2004年4月1日 合併為京丹後市 |
| 丹波村       | 1918年7月1日 併入峰山町 | 峰山町                | 峰山町              | 1955年1月1日 峰山町      | 2004年4月1日 合併為京丹後市 | 2004年4月1日 合併為京丹後市 |
| 丹波村       | 丹波村                  |                       |                     | 1955年1月1日 峰山町      | 2004年4月1日 合併為京丹後市 | 2004年4月1日 合併為京丹後市 |
| 吉原村       |                         |                       |                     | 1955年1月1日 峰山町      | 2004年4月1日 合併為京丹後市 | 2004年4月1日 合併為京丹後市 |
| 五箇村       |                         |                       |                     | 1955年1月1日 峰山町      | 2004年4月1日 合併為京丹後市 | 2004年4月1日 合併為京丹後市 |
| 新山村       |                         |                       |                     | 1955年1月1日 峰山町      | 2004年4月1日 合併為京丹後市 | 2004年4月1日 合併為京丹後市 |
| 長善村       | 長善村                  | 長善村                | 長善村              | 1956年9月30日 併入峰山町 | 2004年4月1日 合併為京丹後市 | 2004年4月1日 合併為京丹後市 |
| 長善村       | 長善村                  | 長善村                | 長善村              | 1956年9月30日 併入大宮町 | 2004年4月1日 合併為京丹後市 | 2004年4月1日 合併為京丹後市 |
| 五十河村     | 五十河村                | 五十河村              | 五十河村            | 1956年7月1日 併入大宮町  | 2004年4月1日 合併為京丹後市 | 2004年4月1日 合併為京丹後市 |
| 大野村       | 1892年3月5日 口大野村   | 1892年3月5日 口大野村 | 1951年4月1日 大宮町 | 1951年4月1日 大宮町      | 2004年4月1日 合併為京丹後市 | 2004年4月1日 合併為京丹後市 |
| 大野村       | 1892年3月5日 奧大野村   |                       | 1951年4月1日 大宮町 | 1951年4月1日 大宮町      | 2004年4月1日 合併為京丹後市 | 2004年4月1日 合併為京丹後市 |
| 常吉村       |                         |                       | 1951年4月1日 大宮町 | 1951年4月1日 大宮町      | 2004年4月1日 合併為京丹後市 | 2004年4月1日 合併為京丹後市 |
| 三重村       |                         |                       | 1951年4月1日 大宮町 | 1951年4月1日 大宮町      | 2004年4月1日 合併為京丹後市 | 2004年4月1日 合併為京丹後市 |
| 周樍村       |                         |                       | 1951年4月1日 大宮町 | 1951年4月1日 大宮町      | 2004年4月1日 合併為京丹後市 | 2004年4月1日 合併為京丹後市 |
| 河邊村       |                         |                       | 1951年4月1日 大宮町 | 1951年4月1日 大宮町      | 2004年4月1日 合併為京丹後市 | 2004年4月1日 合併為京丹後市 |